# Heteropneustes longipectoralis
Heteropneustes longipectoralis is een straalvinnige vissensoort uit de familie van de zakkieuwigen (Heteropneustidae). De wetenschappelijke naam van de soort is voor het eerst geldig gepubliceerd in 1999 door Rema Devi & Raghunathan.